# Rally de Ypres de 2006
El Rally de Ypres de 2006, oficialmente 42. Belgium Ypres Westhoek Rally 2006, fue la edición 42.ª, la quinta cuarta de la temporada 2006 del Campeonato de Europa de Rally y la segunda ronda de la temporada 2006 del Intercontinental Rally Challenge. Se celebró del 23 al 24 de junio y contó con un itinerario de dieciocho tramos sobre asfalto.

## Clasificación final
| Pos. | Piloto               | Copiloto          | Coche                          | Tiempo    | Diferencia | Puntos |
| ---- | -------------------- | ----------------- | ------------------------------ | --------- | ---------- | ------ |
| 1.   | Giandomenico Basso   | Mittia Dotta      | Fiat Abarth Grande Punto S2000 | 2:49:23.6 | 0.0        |        |
| 2.   | Kris Princen         | Eddy Chevaillier  | Renault Clio S1600             | 2:50:14.2 | +50.6      |        |
| 3.   | Larry Cols           | Filip Goddé       | Mitsubishi Lancer Evo IX       | 2:50:19.1 | +55.5      |        |
| 4.   | Freddy Loix          | Robin Buysmans    | Citroën C2 S1600               | 2:51:18.1 | +1:54.5    |        |
| 5.   | Bernd Casier         | Frederic Miclotte | Renault Clio S1600             | 2:51:44.0 | +2:20.4    |        |
| 6.   | Urmo Aava            | Frederic Miclotte | Renault Clio S1600             | 2:51:44.0 | +2:20.4    |        |
| 7.   | Enrique García Ojeda | Jordi Barrabés    | Peugeot 206 S1600              | 2:54:45.6 | +5:22.0    |        |
| 8.   | Bob Colsoul          | Tom Colsoul       | Mitsubishi Lancer Evo IX       | 2:55:05.8 | +5:42.2    |        |
| 9.   | Andy Lefevere        | Ferdy Messelis    | Subaru Impreza STi             | 2:55:17.7 | +5:54.1    |        |
| 10.  | Dominique Bruyneel   | Philippe Droeven  | Subaru Impreza STi N12         | 2:55:21.2 | +5:57.6    |        |

| Predecesor: Polonia 2006    | ERC 2006 | Sucesor: Bulgaria 2006 |
| Predecesor: Zulu Rally 2006 | IRC 2006 | Sucesor: Madeira 2006  |